# Gampsocera notata
Gampsocera notata är en tvåvingeart som beskrevs av de Meijere 1910. Gampsocera notata ingår i släktet Gampsocera och familjen fritflugor. Inga underarter finns listade i Catalogue of Life.